# 3276 Porta Coeli
3276 Porta Coeli је астероид главног астероидног појаса чија средња удаљеност од Сунца износи 3,127 астрономских јединица (АЈ).
Апсолутна магнитуда астероида је 12,1.